# Attiswil
Attiswil (toponimo tedesco) è un comune svizzero di 1 451 abitanti del Canton Berna, nella regione dell'Emmental-Alta Argovia (circondario dell'Alta Argovia).

## Storia
Nel 1881 la località di Schachenhof, fino ad allora frazione di Attiswil, fu assegnata a Wangen an der Aare.

## Monumenti e luoghi d'interesse

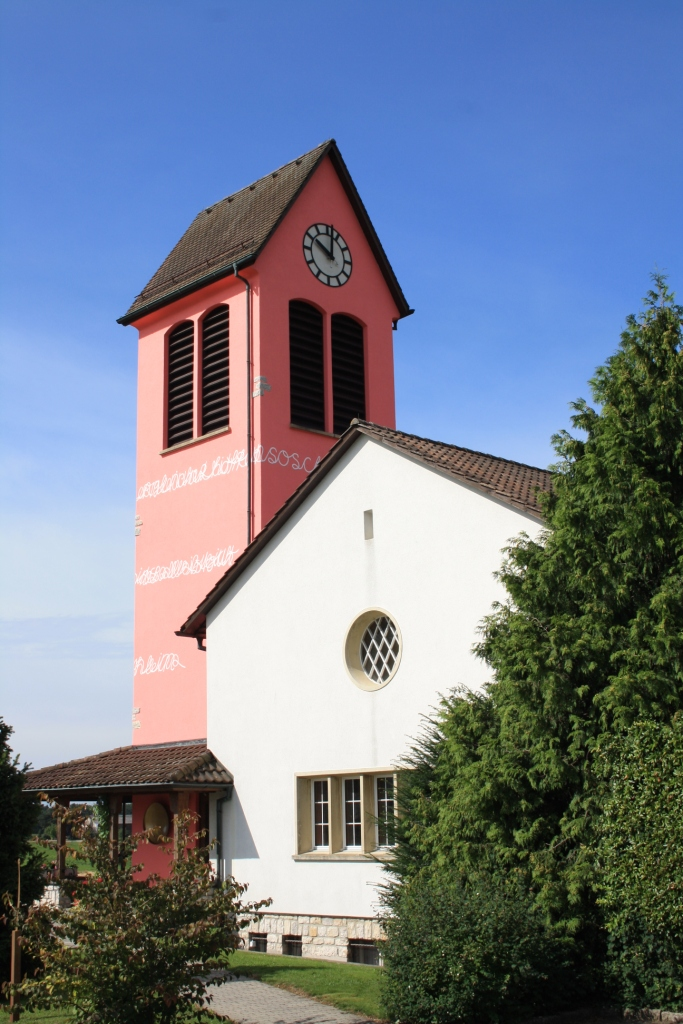
La chiesa riformata

- Chiesa riformata, eretta nel 1948[1].

## Società

### Evoluzione demografica
L'evoluzione demografica è riportata nella seguente tabella:
Abitanti censiti

## Infrastrutture e trasporti

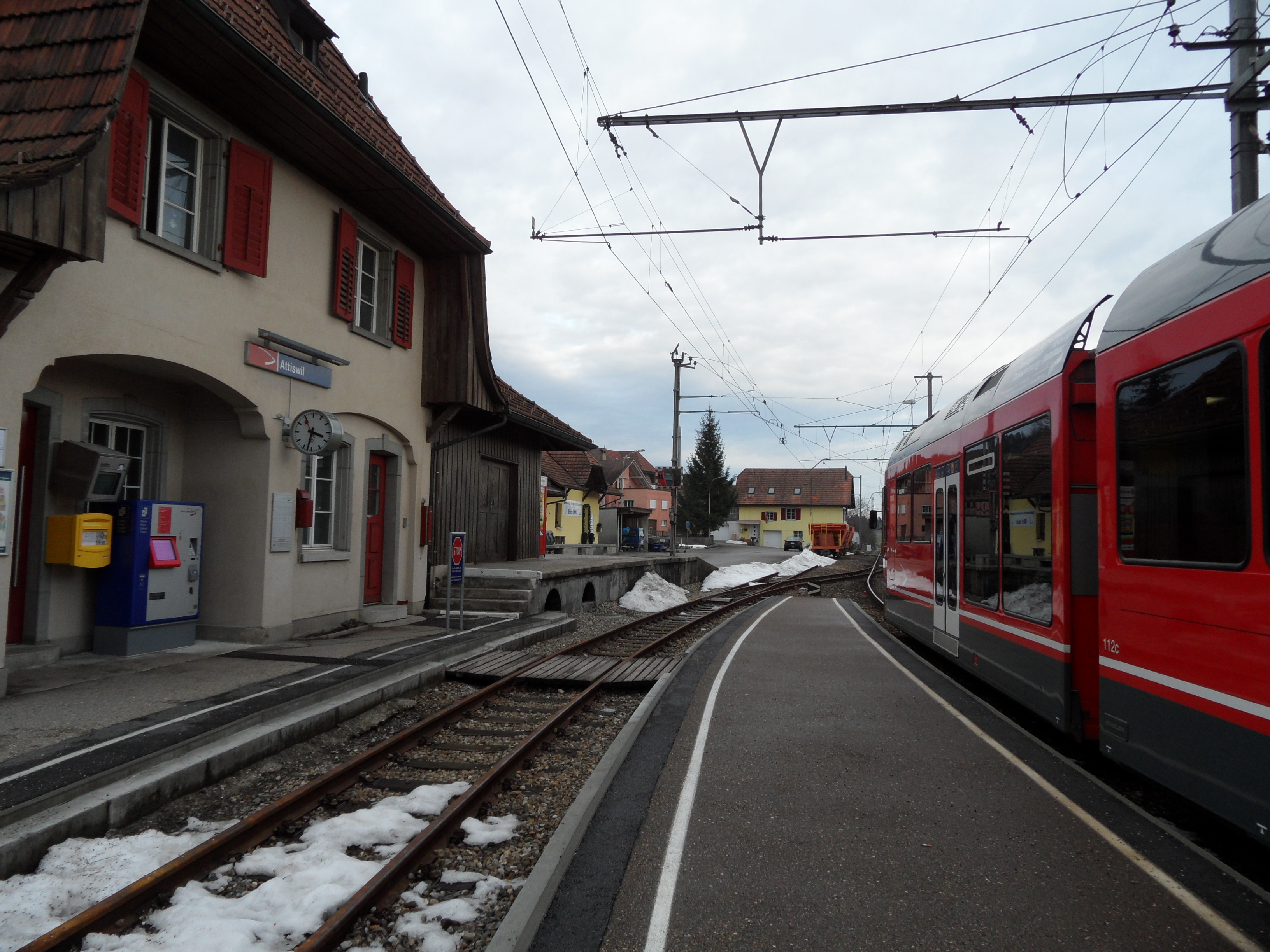
La stazione di Attiswil

Attiswil è servito dall'omonima stazione sulla ferrovia Soletta-Niederbipp.

## Amministrazione
Ogni famiglia originaria del luogo fa parte del cosiddetto comune patriziale e ha la responsabilità della manutenzione di ogni bene ricadente all'interno dei confini del comune.